# Habronattus tarsalis
Habronattus tarsalis är en spindelart som först beskrevs av Banks 1904.  Habronattus tarsalis ingår i släktet Habronattus och familjen hoppspindlar. Inga underarter finns listade i Catalogue of Life.